# مارشال ویلیامز
مارشال ویلیامز (به انگلیسی: Marshall Williams) یک هنرپیشه، مدل و موسیقی‌دان کانادایی است که بیشتر برای ایفای نقش «اسپنسر پورتر» در مجموعه تلویزیونی گلی شناخته شده‌است. از دیگر فیلم‌های او می‌توان به چگونه یک پسر بهتر بسازیم اشاره کرد.

## زندگی
ویلیامز در وینیپگ، مانیتوبا متولد شد. او در سال ۲۰۰۷ و ۲۰۰۸ یک شرکت کننده در پاپ آیدل کانادا بود و به عنوان یک مدل، با شرکت‌های هولیستر، دیزل، مارتل، آببرمبی و فیچ همکاری داشته‌است و در هفته مد تورنتو و هفته مد لس آنجلس فعالیت می‌کرد. مارشال ویلیامز در فیلم تلویزیونی در فیلم اصلی کانال دیزنی با عنوان «چگونه یک پسر بهتر بسازیم» به عنوان آلبرت بنکس بازی می‌کند. ویلیامز در فصل ششم و پایانی گلی نیز ستاره شد، در این سریال او نقش اسپنسر پورتر، عضو تیم فوتبال دبیرستان مک کینلی را که به باشگاه گلی می‌پیوندد، بازی کرد.

## فیلم‌شناسی
| سال  | عنوان                        | نقش               | یادداشت                       |
| ---- | ---------------------------- | ----------------- | ----------------------------- |
| ۲۰۰۵ | صحبت کردن بابی               | چکمه ساز          | فیلم ویدئویی                  |
| ۲۰۱۰ | جامعه متعالی                 | مارشال ویلیامز    |                               |
| ۲۰۱۰ | اریک بودن                    | برات برادر        |                               |
| ۲۰۱۱ | آلفا                         | پسر دبیرستانی     |                               |
| ۲۰۱۱ | به دنبال سانتا               | مدل مذکر          | فیلم تلویزیونی                |
| ۲۰۱۲ | من واقعی                     | دانش آموز گاوچران |                               |
| ۲۰۱۲ | تاد و کتاب شر                | بویز              |                               |
| ۲۰۱۲ | پرستار بچه من یک خون‌آشام است | تاد               |                               |
| ۲۰۱۳ | نجات امید                    | جاستین            |                               |
| ۲۰۱۳ | کریسمس پیت                   | مایک برونسکی      | فیلم تلویزیونی                |
| ۲۰۱۴ | چگونه یک پسر بهتر بسازیم     | آلبرت بانکز       | فیلم تلویزیونی                |
| ۲۰۱۵ | کلاهک                        | مأمور دونگان      |                               |
| ۲۰۱۵ | گلی                          | اسپنسر پورتر      |                               |
| ۲۰۱۹ | وقتی امید زنگ می‌زند          | سام ترمبلی        |                               |
| ۲۰۱۹ | ایستادن                      | استفان سوکولوفسکی | فیلم                          |
| ۲۰۲۰ | عاشقانه شگفت‌انگیز زمستانی    | نیت               | فیلم تلویزیونی (شبکه هالمارک) |